# Marketing relationnel
Le marketing relationnel ou la mercatique relationnelle est l’ensemble des actions marketing qui visent à établir une relation individuelle, nominative, continue et personnalisée avec chacun des clients d'une marque  afin de le fidéliser à long terme et, si possible, à vie.
Cette relation se construit par l’établissement d’un dialogue permanent entre la marque et le client qui s’effectue sur différents canaux et supports (site Internet, emailing, mailing, consumer magazine...) et éventuellement par un dispositif visant à récompenser ce client (carte fidélité, services exclusifs, invitations, salaires ...).
Un des meilleurs exemples que l'on puisse donner est celui d'Amazon.com. On a aussi en grande consommation:  Nespresso ; en B2B : Xerox, Michelin, etc.
Le client cible peut correspondre aussi bien à la clientèle établie qu'aux clients potentiels (prospects).
Le développement d'un programme de marketing relationnel se fait souvent - mais pas toujours - par le biais d'un programme de marketing multi-canal, utilisant tour à tour le publipostage, le télémarketing, les courriels, et les diverses techniques de marketing sur l'Internet (blog, RSS...)
Les progrès techniques (base de données, solutions de gestion de la relation client (CRM), interactivité, etc.) ont grandement contribué à l'avènement de ce type de marketing.

## Un nouveau paradigme
C'est la thèse, depuis 1994, de Christian Grönroos, professeur de Management des services à Hanken Business School d'Helsinski 

## Marketing relationnel vs marketing traditionnel
Dans le plan marketing relationnel, on utilise des supports qui sont fortement interactif, liées au réseau internet. Ces supports vont cibler de manière précise et personnalisée, les individus. La relation client est multidirectionnelle, on peut donc parler de marketing entrant et sortant.

Dans le deuxième cas, l’entreprise va utiliser des supports peu interactif, supports papier ou la radio. De plus, cette action n’est pas ciblée, et touche donc moins de client potentiel. La relation client est ici, unidirectionnelle, l’information part de l’émetteur vers le consommateur sans retour.
|                                                     | MARKETING TRADITIONNEL                                                                        | MARKETING OPERATIONNEL                                                                         |
| --------------------------------------------------- | --------------------------------------------------------------------------------------------- | ---------------------------------------------------------------------------------------------- |
| Perspective temporelle                              | Court terme (approche « one shot »)                                                           | Long terme (et, même, à vie) (approche continue)                                               |
| Approche marketing dominante                        | Marketing mix                                                                                 | Marketing interactif (soutenu par le marketing mix)                                            |
| Composante stratégique principale de l’entreprise   | Dimension objective (approche produit)                                                        | Dimension relationnelle (proposition de solutions)                                             |
| Mesure de la satisfaction du client                 | Contrôle de la part de marché (approche indirecte)                                            | Contrôle de la part de portefeuille (approche directe)                                         |
| Système d’information sur les clients               | Enquêtes de satisfaction (mesures épisodiques)                                                | Systèmes de feedback en temps réel (mesures instantanées)                                      |
| Interdépendance entre les fonctions de l’entreprise | Cloisonnement entre fonctions et interfaces limitées (organisation verticale et hiérarchique) | Approche transversale et importance des interfaces (organisation horizontale et collaborative) |

## Le marketing relationnel stratégique
Niveau marque.

## Le marketing relationnel opérationnel (CRM)
Niveau offre (prestation ou produit)

## Marketing relationnel
Le marketing relationnel a été décrit pour la première fois par Théodore Leviit en 1983. Il permet de privilégier l'accompagnement du client.

## Marketing serviciel
La marketing serviciel désigne une tendance par laquelle une entreprise propose des services en complément de la vente d'autres produits ou services. Dans le cadre d'une approche servicielle, une agence de voyages peut par exemple proposer à ses clients un service de navette pour se rendre à l'aéroport ou un centre commercial un service de garderie. Même si l'usage du terme s'est récemment développé, il est possible de noter que la pratique n'est pas totalement nouvelle. Il y a ainsi longtemps que les hôtels de luxe ont développé une approche servicielle en proposant des services de conciergerie.
Une approche servicielle peut être le socle d'une stratégie de différenciation. Elle est par exemple de plus en plus utilisée par des distributeurs traditionnels pour tenter de lutter contre leurs concurrents e-commerçants.

## Marketing relationnel et nurture marketing
Le terme « marketing relationnel » vient de l'anglais « relationship marketing » et correspond également à la traduction de « nurture marketing » mais il ne saisit pas très bien la nuance entre les deux. En particulier, l'idée de "cultiver" un vivier de prospects qui deviendront éventuellement clients ne ressort pas vraiment dans la traduction française, qui porte à croire que le marketing relationnel est réservé à la clientèle déjà bien établie. La notion de "nurture marketing" peut paraître flou mais une vidéo du site invox.fr explique ce concept en 1 minute 30 .
Cette nuance est importante car un programme de marketing relationnel axé sur la clientèle prendra une forme bien différente d'un programme cherchant à convaincre des prospects de devenir clients.
Dans le premier cas, l'entreprise offre à ses clients des avantages visant à encourager leur fidélité (invitations, informations en avant-première ou exclusivité, conseils, etc.) ainsi que des offres promotionnelles conçues sur des modèles de ventes incitatives (produits/services de gamme supérieure) ou de ventes croisées (produits/services complémentaires).
Lorsqu'il est jumelé à une segmentation de la clientèle, un programme de marketing relationnel permet de concentrer les efforts de marketing sur les "meilleurs" clients, c'est-à-dire sur ceux qui contribuent le plus au chiffre d'affaires de l'entreprise. L'idée majeure qui sous-tend cette approche réside dans le principe de Pareto ou théorie du 20/80 qui stipule que dans toute activité commerciale, 20 % des clients (« les meilleurs ») contribuent à 80 % du chiffre d'affaires. Les activités de marketing ciblant les clients se traduisent généralement par un bien meilleur retour sur investissement (ROI) que celles cherchant à recruter de nouveaux prospects dont la valeur n'est pas assurée. Des techniques de marketing quantitatif, scoring de propension et ciblage uplift permettent d'identifier les clients les plus sensibles au marketing relationnel en particulier pour les problématiques de fidélisation des clients.
Dans le deuxième cas, l'entreprise cherche à maintenir avec le prospect un certain niveau de communication jusqu'au moment où le prospect sera prêt à acheter. Cela peut prendre la forme d'informations (articles, whitepapers, études de cas, webinaires, etc.) ou des offres promotionnelles d'essai du produit/service (exemple : version d'essai d'un logiciel pendant 30 jours). L'idée étant de rester à l'esprit du prospect jusqu'au moment de l’achat.